# 옴 (만트라)

데바나가리 문자로 형상화한 옴

옴(唵, 산스크리트어: ॐ)은 다르마 계통의 종교(힌두교, 불교, 자이나교)에서 신성시되는 주문이다.

## 힌두교
옴은 힌두교에서 사용하는 만트라이다. 옴은 힌두교에서 최고의 절대자 의식, 아트만(Atman), 브라만(Brahman), 또는 우주 세계의 본질을 의미한다. 인도 전통에서 옴은 신의 음파 표현, 베다 권위의 표준 및 구원론적 교리와 관행의 중심 측면으로 사용된다. 음절은 종종 베다, 우파니샤드 및 기타 힌두교 경전에서 각 장의 시작과 끝에서 발견된다.
옴은 Omkara, Pranava라고도 부른다.
옴은 우파니샤드에서 처음 언급된다. 그것은 "우주의 소리" 또는 "신비한 음절" 또는 "신성한 것에 대한 확증"의 개념 또는 우파니샤드의 추상적 영적 개념에 대한 상징과 다양하게 연관되어 있다.